# Gà lông xù

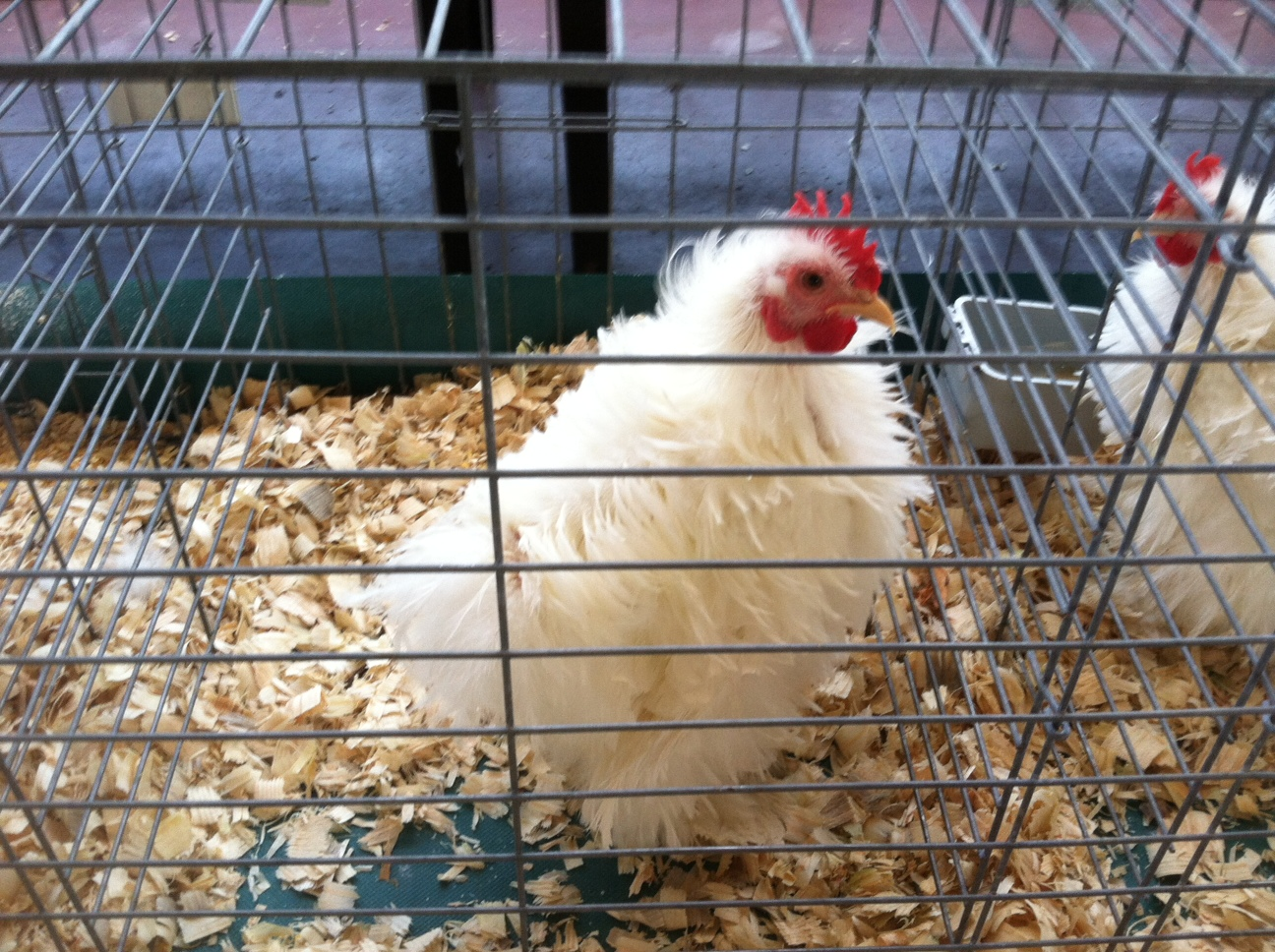
Một con gà lông xoăn

Gà lông xù (Frizzle) là một giống gà có bộ lông xù đặc trưng hoặc xoăn và có màu sáng. Gà lông xù Frizzle được công nhận là một giống riêng biệt ở một số nước châu Âu và tại Úc. Ở Hoa Kỳ, gà lông xù xì và xoăn này không được coi là giống gà, và tại các chương trình được đánh giá theo các tiêu chuẩn của giống chúng thuộc về biến thể xù lông của gà.
Nguồn gốc của giống gà lông xù Frizzle là không rõ. Gen lông xoăn frizzle được cho là có nguồn gốc ở châu Á, gà đã được báo cáo từ Viễn Đông từ thế kỷ thứ mười tám. Nó được công nhận ở chín quốc gia châu Âu: Bỉ, Cộng hòa Séc, Pháp, Đức, Ireland, Ý, Ba Lan, Slovakia và Vương quốc Anh. Trong khi các gen xù lông (frizzle) có thể được nhìn thấy trong nhiều giống, chẳng hạn như gà Bắc Kinh và gà Ba Lan.

## Đặc điểm
Các gen cho quăn lông là không hoàn toàn chiếm ưu thế trên bộ lông bình thường, không phải tất cả các thành viên của giống gà này đều có lông xù xì. Các giống gà bị rối loạn dị hợp tử đối với gen này; khi hai con được lai tạo, con cái thừa hưởng gen theo tỷ lệ 1: 2: 1 của Mendelian thông thường: 50% là dị hợp tử và xoăn như bố mẹ, 25% có lông bình thường, và 25% là "quá xoăn", với lông dễ rụng. Chúng có một cái mồng duy nhất và chân sạch sẽ, không có lông trên.
Chúng là là một loại gà có khả năng ăn tốt, không kén ăn và khỏe mạnh. Bốn màu được ghi nhận theo tiêu chuẩn Entente Européenne: đen, xanh dương, cúc cu và trắng. Câu lạc bộ gia cầm của Vương quốc Anh công nhận mười ba màu cho cả kích thước tiêu chuẩn và bantam; không phải tất cả chúng đều được nuôi. Tiêu chuẩn gia cầm của Úc nhận ra màu đen, xanh da trời, da bò, trắng, columbian, đỏ và "bất kỳ màu nào được công nhận". Gà mái đẻ một lớp trứng màu trắng hoặc màu tía, và thường xuyên đòi ấp.